# Bandeira do Massachusetts

Bandeira do Massachusetts.

A Bandeira do Massachusetts foi criada, embora com usos limitados, em 1776. A bandeira consiste no brasão estadual em um campo branco.
O estado possui três bandeiras oficiais: a bandeira do estado, a bandeira naval e marítima e a bandeira do governador.

Bandeira do Massachusetts (reverso; 1908–1971).

Bandeira naval e marítima do Massachusetts.

Bandeira do governador do Massachusetts.